# Путик (охота)

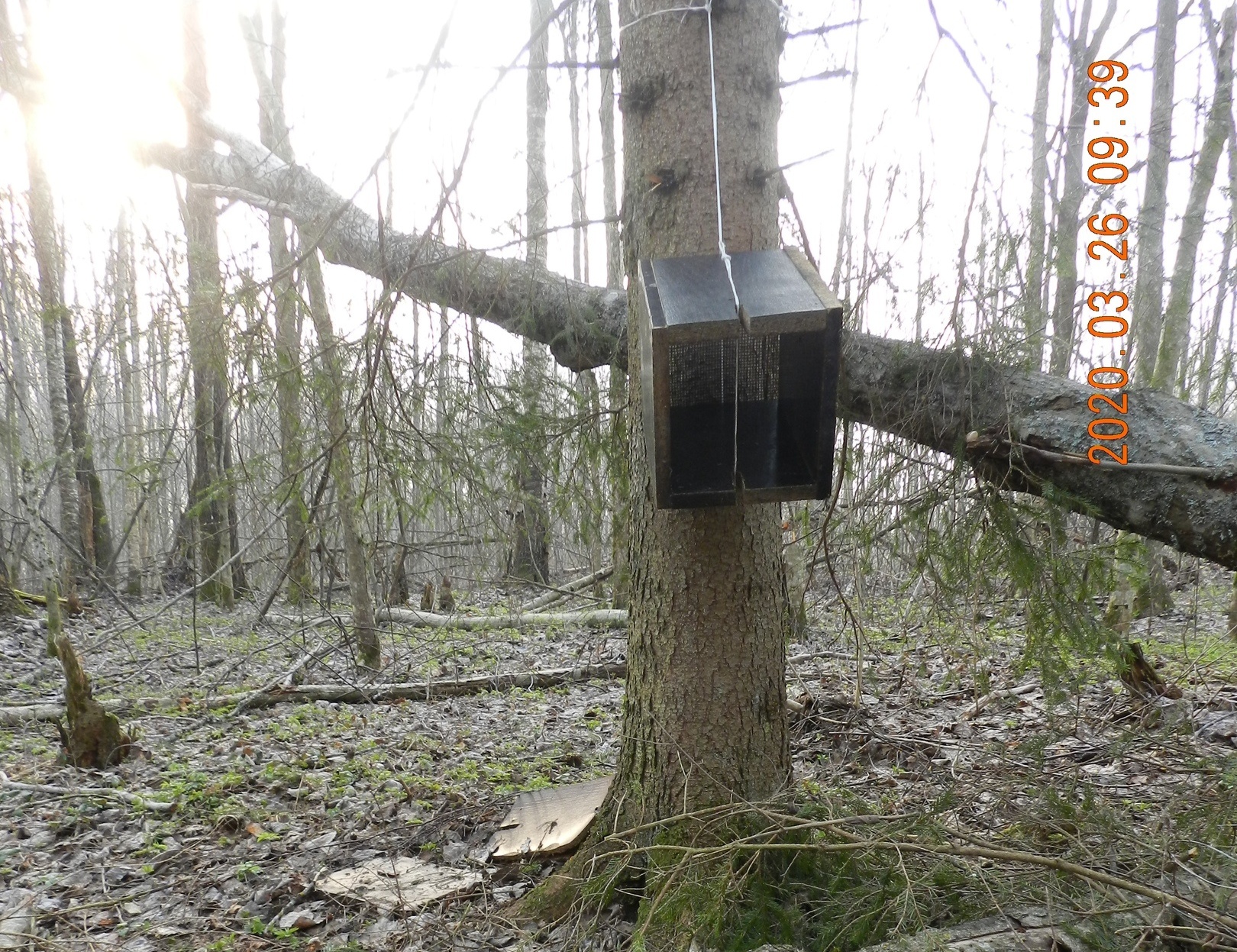
Ловушка на путике

Путик, а также диал. ухожень, ухожье  — это лесная тропа, привлекательная для дичи по причинам наличия источников воды, ягодников и других факторов, на которой размещаются охотничьи ловушки. 

## Описание
Иногда путики намеренно делаются закольцованными, по этим маршрутам охотник возвращается в свое зимовье. В тайге обычно выбираются наиболее кормные места: края опушек, полянок, одиноко стоящие деревья, поймы водоемов, края старых делянок, бурелома и выгоревшего леса. Расстояние между ловушками может варьироваться от 20 до 200 метров. Бревна для изготовления ловушек - плашек и кулемок, предпочтительно заготавливать в летний сезон, чтобы они высохли и приобрели темный оттенок.

## Законодательный статус
В Российской Федерации охота при помощи путиков распространена на особо охраняемых природных территориях, в связи с большой численностью дичи. В январе 2016 года в Ханты-Мансийском автономном округе был уничтожен путик из 28 капканов. Владельцы незаконного промысла не установлены, однако орудия охоты были изъяты. Согласно п. 52.1.1. Правил охоты, утверждённых приказом Минприроды России от 16 ноября 2010 года № 512, применение «стандартных ногозахватывающих удерживающих капканов со стальными дугами для отлова волка, енотовидной собаки, енота-полоскуна, рыси, барсука, лесной куницы, соболя, горностая, выдры, бобров, ондатры, за исключением отлова волка в целях регулирования его численности» не допускается.